# Melicertus
Melicertus es un género de decápodos de la familia Penaeidae, comúnmente se conocen como langostinos, comprende ocho especies:
- Melicertus canaliculatus (Olivier, 1811)
- Melicertus hathor (Burkenroad, 1959)
- Melicertus kerathurus (Forskål, 1775)
- Melicertus latisulcatus (Kishinouye, 1896)
- Melicertus longistylus (Kubo, 1943)
- Melicertus marginatus (Randall, 1840)
- Melicertus plebejus (Hess, 1865)
- Melicertus similis Chanda & Bhattacharya, 2002